# Chipping Warden
Chipping Warden is een plaats en civil parish in het bestuurlijke gebied South Northamptonshire, in het Engelse graafschap Northamptonshire.